# Історія Білої Церкви
Місто Біла Церква засноване 1032 року київським князем Ярославом Мудрим. На час заснування називалося Юр'їв (Гюргевъ) згідно з християнським іменем Ярослава Мудрого — Юрій (Георгій).

## Київська Русь
Початок ХІ століття позначився безнастанними набігами печенігів на південні околиці Київської держави. В результаті кордони Русі були відсунуті на північ — до берегів Стугни. В 1017 році київський князь Ярослав Мудрий завдав поразки печенігам і відтіснив їх на південь. Для зміцнення південних рубежів держави вздовж Росі у 1032 році було розпочато будівництво оборонної лінії — системи сторожових фортець, сполучених між собою величезними насипами та ровами.
Саме у 1032 році з'явились Корсунь, Богуслав, Стеблів, Володарка (літописний Володарев) та інші населені пункти Поросся. І саме у той рік на скелястому лівому березі Росі з'явився військово-феодальний замок, що отримав назву Юр'їв (на честь християнського імені Ярослава Мудрого — Юрій). Замок згодом «обріс» містечком, яке в кінці ХІ століття стало кафедральним центром Пороської єпархії.
Серцем міста була гора з розміщеним на ній дитинцем (замком). Також на горі стояв білокам'яний собор — обов'язковий атрибут єпархіального центру.
Юр'їв жив у постійній напрузі. Набіги печенігів змінились натиском половців, а згодом — монголо-татар. Місто було кочівникам «як кістка у горлі», постійно заважаючи їх походам на північ. Не раз його руйнували вщент. В останнє Юр'їв пав у руїнах в ХІІІ столітті. Пав для того, щоб відродитись з новою назвою — Біла Церква.
Спалений кочівниками Юр'їв залишив по собі лише високий напівзруйнований єпископський собор. Ця споруда, збудована з білого каменю, довгий час служила переселенцям орієнтиром серед густих і диких лісів, що вкривали у той час долину Росі. Саме тому місце, де стояв собор, а згодом і місто, що постало з руїн князівського Юр'їва на скелястому березі, отримало назву Біла Церква.
Собор, якому місто завдячує своєю назвою зник в урагані історичних подій, зараз ніхто, здається, не скаже, ким і коли його було зруйновано. Під час археологічних розкопок, проведених вже у ХХ столітті, на Замковій горі було знайдено залишки цієї споруди.

## ВКЛ та Річ Посполита

### Білоцерківський замок
У 1362 році Біла Церква разом з Київським князівством була приєднана до Литви, а після Люблінської унії (1569 року) увійшла до складу Речі Посполитої. Містечко стало центром староства (адміністративна одиниця в Польщі) та набуло значення найважливішого стратегічного пункту на півдні держави. У 1589 польський король Сигізмунд ІІІ затвердив привілеї міста на сеймі у Варшаві, надавши Білій Церкві та його жителям Магдебурзьке право.
У середині XVI століття для захисту держави від татар у Білій Церкві побудували замок, у якому перебував постійний польський гарнізон, що налічував до 2 тисяч солдат і офіцерів. Гора, на якій колись стояв замок, називається Замковою горою. Перший замок у Білі Церкві збудував 1550 року київський воєвода князь Семен (Фридерик) Пронський, позаяк місто лежало на Чорному шляху, яким ішли татари, і його належало обороняти. Саме місто також укріпили палісадом. У 1570-му замок майже знищили. Князь Костянтин-Василь Острозький зміцнив та перебудував замок.

### Повстання міщан
Кінець XVI століття вперше зробив Білу Церкву знаменитим містом на всю Річ Посполиту. Цьому посприяло повстання міщан, розгніваних відміною старостою, Янушем Острозьким, Магдебурзького права у місті. В 1589 році вони захопили замок зі зброєю та боєприпасами і майже рік утримували місто в своїх руках.

Пам'ятник повстанцям Косинського

В 1591 році саме захопленням білоцерківського замку почалося селянсько-козацьке повстання, яке започаткувало період постійних війн між Україною та Польщею. На чолі повстання став Христофор (Криштоф) Косинський, який на деякий час обрав місто за свою резиденцію. Острозький, у володінні якого була Біла Церква, не визнав привілею, і білоцерківці повстали проти нього. Князь звернувся до короля по допомогу. Сигізмунд III скасував привілей на магдебурзьке право і прислав у Білу Церкву свого посланця, вимагаючи від міщан повної покори Острозькому. Але білоцерківці не скорилися. Повстання ширилося, набувши рис анти-шляхетського виступу. Мобілізувавши військовиків Київського воєводства, князь придушив Білоцерківське повстання і скарав на смерть його ватажків.

### Козацькі походи
В часи Визвольної війни 1648-57 років Біла Церква, яка була на той час досить значним містом — центром староства та полку і мала понад 1000 дворів, стала одним з найважливіших опорних пунктів козацького війська. Довгий час Богдан Хмельницький з основними своїми силами перебував в Білоцерківському замку, розсилаючи звідси по всій Україні заклики до боротьби. 18 (28) вересня 1651 року тут було укладено угоду між польсько-шляхетським урядом і гетьманом Богданом Хмельницьким, яка отримала назву — Білоцерківський договір.
В 1663 році під час битви між польським військом і загонами Івана Сірка замок у Білій Церкві майже зруйнували. Але вже наступного року його відбудували знову, укріпивши за найсучаснішими правилами фортифікаційної техніки — він став практично неприступним. Його не змогли взяти ні війська Івана Брюховецького в 1665 році, ні Петра Дорошенка в 1667, 69 та 72 роках.
З 1660 року Біла Церква поперемінно належала то Росії, то Польщі, деякий час Поросся навіть було нейтральною територією.
Після прийняття у 1685 р. рішення про відновлення козацтва на Правобережній Україні місто почало відбудовуватися.
Початок XVIII століття в Україні позначився великим повстанням козаків під проводом білоцерківського та фастівського полковника Семена Палія проти Польщі. Палій у 1702 році з 10-тисячним загоном взяв у облогу Білу Церкву. Після декількох невдалих штурмів полковник вдався до хитрощів — взявши у полон коменданта, він примусив замок капітулювати. Місто стало центром повстання, до нього потяглися знедолені селяни з усіх-усюд. Населення Білої Церкви в той час сягнуло 70 тисяч, замок постійно укріплювався. В 1703 році полякам вдалося приборкати повстання, і того ж року Правобережжя окупували російські війська. Палія було заарештовано й вислано до Сибіру (далеко не останню роль відіграв у цьому гетьман Мазепа).
Іван Мазепа народився поряд з Білою Церквою в родовому помісті — селі Мазепинці — і вважав цей край своєю батьківщиною. В 1703 році він оселився у білоцерківському замку й надумав зробити місто своєю власністю. В Білоцерківському замку гетьман почував себе у цілковитій безпеці. Саме тут пройшла значна частина його життя — тут він нажив левову частку своїх капіталів і став одним з найбагатших феодалів у Європі, тут скарав Кочубея та Іскру. За деякими джерелами у Білоцерківському замку було знайдено скарбницю гетьмана.
Іван Мазепа скеровував значну частину прибутків від своїх 20 тисяч маєтків на будівництво культових споруд. По всій Україні звів він цілу низку пишних чудових церков у стилі українського бароко. У 1706 році зведення великої кам'яної церкви почав Мазепа на батьківщині — у Білій Церкві. Криваві події 1708 року та подальша передача міста Польщі так і залишили цю споруду недобудованою. До наших днів дожила лише частина тієї церкви, що має назву Микільська.
У 1711–1712 рр. за наказом російської влади більшу частину козаків та цивільних мешканців міста було силою переселено на територію між Ірпенем та Дніпром під час згону населення Правобережної України на Лівобережну.
До 1774 року Біла Церква «варилася» у котлі смут і повстань, вінцем яких стала Коліївщина. За придушення Коліївщини польський коронний гетьман — граф Ксаверій Браницький в 1774 році отримав у подарунок одне з найбагатших у Польщі Білоцерківське староство.

## Російська імперія
У 1793 році місто остаточно приєднали до Російської імперії. На довгі часи (до XX століття) Білоцерківщина стала вотчиною сім'ї Браницьких.
Біла Церква і «Олександрія» були дійсним герцогством із двором, з величезною кількістю людей, котрі харчувалися навколо двору, з великими конюшнями породистих коней, з полюваннями, на які з'їжджалася вся аристократія Південно-Західного краю" — ось що писав про часи Браницьких у Білій Церкві Микола Бердяєв у своєму «Самопізнанні».
Браницькі мали неоднозначний вплив на свою головну резиденцію. Вони зробили Білу Церкву провінційним містом, яке втратило будь-яке адміністративне значення для держави. За наказом Катерини ІІ і не без «указки» Браницьких замок було зруйновано, Білоцерківське староство ліквідували, повітовий центр перенесли до Василькова, місто з казенної власності перейшло у особисту.
У 1806 році Браницькі уклали договір з єврейською общиною, якій дали дозвіл на поселення і будівництво у місті. Євреї принесли у Білу Церкву велику торгівлю і ремесло. Вона стала вузлом важливих транспортних шляхів, через нього проходили численні урядові, військові, поштові естафети і купецькі каравани. В 1809-14 роках Браницький у центрі міста звів торгові ряди, чим стимулював подальше розселення євреїв у Білій Церкві та зумовив докорінну зміну етнічного складу міського населення.
1793 році входило до складу Російської імперії. На довгі часи (до XX століття) Білоцерківщина стала вотчиною сім'ї Браницьких.
Під час франко-російської війни тут було сформовано 2-й козацький полк.
На початку ХХ століття Біла Церква, маючи статус волосного містечка (найбільшого містечка Російської імперії), значно випереджає повітовий Васильків як за чисельністю населення, так і за загальним розвитком. Приміром, 1900 року у Василькові мешкає лише 18 582 особи, а в Білій Церкві 47 771 особа, а 1913 року — 17 228 та 54 270 осіб відповідно. Населення Білої Церкви перевищувало не лише майже усі повітові міста, а й ряд губернських міст Російської імперії! Неодноразово постає питання про перенесення центру повіту до Білої Церкви і відтак, утворення Білоцерківського повіту. Зрештою, 1919 року центр повіту було перенесено до Білої Церкви.
Значне пожвавлення в економічний розвиток міста внесла Фастівсько-Знам'янська залізниця, збудована 1876 року. А вже на початку XX ст. Біла Церква стала одним із найрозвиненіших промислових центрів Київської губернії. Тут діяло 5 цегельних заводів, 6 шкіромануфактур, свічковий завод, 2 цукеркові фабрики, 4 миловарні, 2 медоварні, млини, крупорушки, завод сільськогосподарських машин та ін. Щороку проходило 11 великих ярмарків. А за обсягами торгівлі хлібом місто посідало перше місце після Києва.

## Українська революція
У 1918 році Біла Церква знову у повний голос заявила про себе. В цьому місті згуртувалась велика сила, яка згодом сколихнула всю Україну.
«Ще у вересні ніхто в Місті (Києві) не уявляв собі, що можуть спорудити три чоловіка, які мають талант з'явитися вчасно, навіть в такому нікчемному місці, як Біла Церква» — ці образливі для Білої Церкви слова з «Білої гвардії» Михайла Булгакова стосуються Торопця, Петлюри та Винниченка і зайвий раз підтверджують той факт, що саме це місто відіграло провідну роль у створенні Директорії Української Народної Республіки.
Зусиллями Євгена Коновальця у серпні — вересні 1918 року в Білій Церкві було засновано Окремий Загін Січових Стрільців.
У листопаді 1918 року в Білій Церкві почалося збройне повстання під керівництвом Симона Петлюри та Володимира Винниченка. Тут відбувалося формування основних сил Директорії. Тут вперше було надруковано повідомлення про відновлення влади незалежної УНР. 
Під час Першої радянсько-української війни місто перебувало в радянській окупації, але в ході контрнаступу було звільнене українськими та союзними військами. Більшовицька окупація поновилася після другого радянського вторгнення.
В листопаді 1918 року в Білій Церкві почалося збройне повстання під керівництвом Симона Петлюри та Володимира Винниченка. Тут відбувалося формування основних сил Директорії. Тут вперше було надруковано повідомлення про відновлення влади незалежної УНР.
Більше місяця місто над Россю було штабом сил повстанців — фактично другою столицею України. Саме звідси вирушило 60-тисячне військо, яке 14 грудня 1918 року захопило Київ.
У серпні 1921 року у місті була утворена Козача Рада Правобережної України.

## Радянський період
Під час Другої світової війни в районі Білої Церкви в листопаді—грудні 1943 відбувалися запеклі бої, в яких війська 1-го Українського фронту розгромили німецькі полчища і створили умови для оточення і знищення ворожого угруповання в Корсунь-Шевченківській операції 1944 р.
Після аварії на ЧАЕС 26 квітня 1986 р. територія була віднесена до 4-тої зони радіаційного забруднення. Але цю зону відмінили 28 грудня 2014 р. через зміну Верховною Радою України ст. 2 ЗУ "Про правовий режим територій, що зазнали радіоактивного забруднення внаслідок чорнобильської катастрофи"). Зону відмінили по всій країні. А з нею і майже всі пільги.